# بيران شهر
بيران شهر (بالفارسية: بیران‌شهر) هي منطقة سكنية تقع في إيران في Bayravand District. يقدر عدد سكانها بـ 1,544 نسمة .